# (5762) Wänke
(5762) Wanke, désignation internationale (5762) Wänke, est un astéroïde de la ceinture principale.

## Description
(5762) Wanke est un astéroïde de la ceinture principale. Il fut découvert le 2 mars 1981 à Siding Spring par Schelte J. Bus. Il présente une orbite caractérisée par un demi-grand axe de 2,34 UA, une excentricité de 0,14 et une inclinaison de 4,8° par rapport à l'écliptique.
Il est nommé ainsi en hommage à Heinrich Wänke (1928–2015), cosmochimiste et spécialiste des météoroïdes autrichien de la Société Max-Planck.

## Compléments